# The Rascals
A The Rascals egy amerikai rockegyüttes volt, amelyet eredetileg The Young Rascals néven alapítottak meg 1965-ben. Az együttes 1967-ben változtatta meg nevét a véglegessé vált The Rascals névre. Legismertebb nagylemezeinek egyike a Groovin', amely szerepel az 1001 lemez, amit hallanod kell, mielőtt meghalsz című könyvben.

## Tagok

### Eredeti felállás
- Eddie Brigati – ének, ütőhangszerek (1965–1970, 2012–2013)
- Felix Cavaliere – ének, billentyűs hangszerek (1965–1972, 1988, 2012–2013)
- Gene Cornish – ének, gitár, szájharmonika (1965–1971, 1988, 2012–2013)
- Dino Danelli – dob, ütőhangszerek (1965–1972, 1988, 2012–2013)

### Nem hivatalos tagok, illetve egyéb közreműködők
- David Brigati – ének (1965–1970)
- Robert Popwell – basszusgitár (1970–1972; died 2017)
- Buzzy Feiten – gitár (1970,1971–1972)
- Danny Weis – gitár (1970–1971)

## Diszkográfia
- The Young Rascals (1966)
- Collections (1967)
- Groovin' (1967)
- Once Upon a Dream (1968)
- Freedom Suite (1969)
- See (1969)
- Search and Nearness (1971)
- Peaceful World (1971)
- The Island of Real (1972)